# Triângulo roxo
O triângulo roxo era um distintivo de campo de concentração usado pelos nazistas para identificar as Testemunhas de Jeová na Alemanha nazista. O triângulo roxo foi introduzido em julho de 1936 nos concentração como os de Dachau e Buchenwald, sendo adotando pelo demais em 1937 e 1938. No inverno de 1935-36, antes do início da guerra, foi relatado que as Testemunhas de Jeová constituíam de 20 a 40% dos prisioneiros em campos de concentração. Embora as Testemunhas de Jeová constituíssem a vasta maioria daqueles que usavam o triângulo roxo (mais de 99%), alguns membros de outros pequenos grupos religiosos pacifistas também foram incluídos.

## Contexto

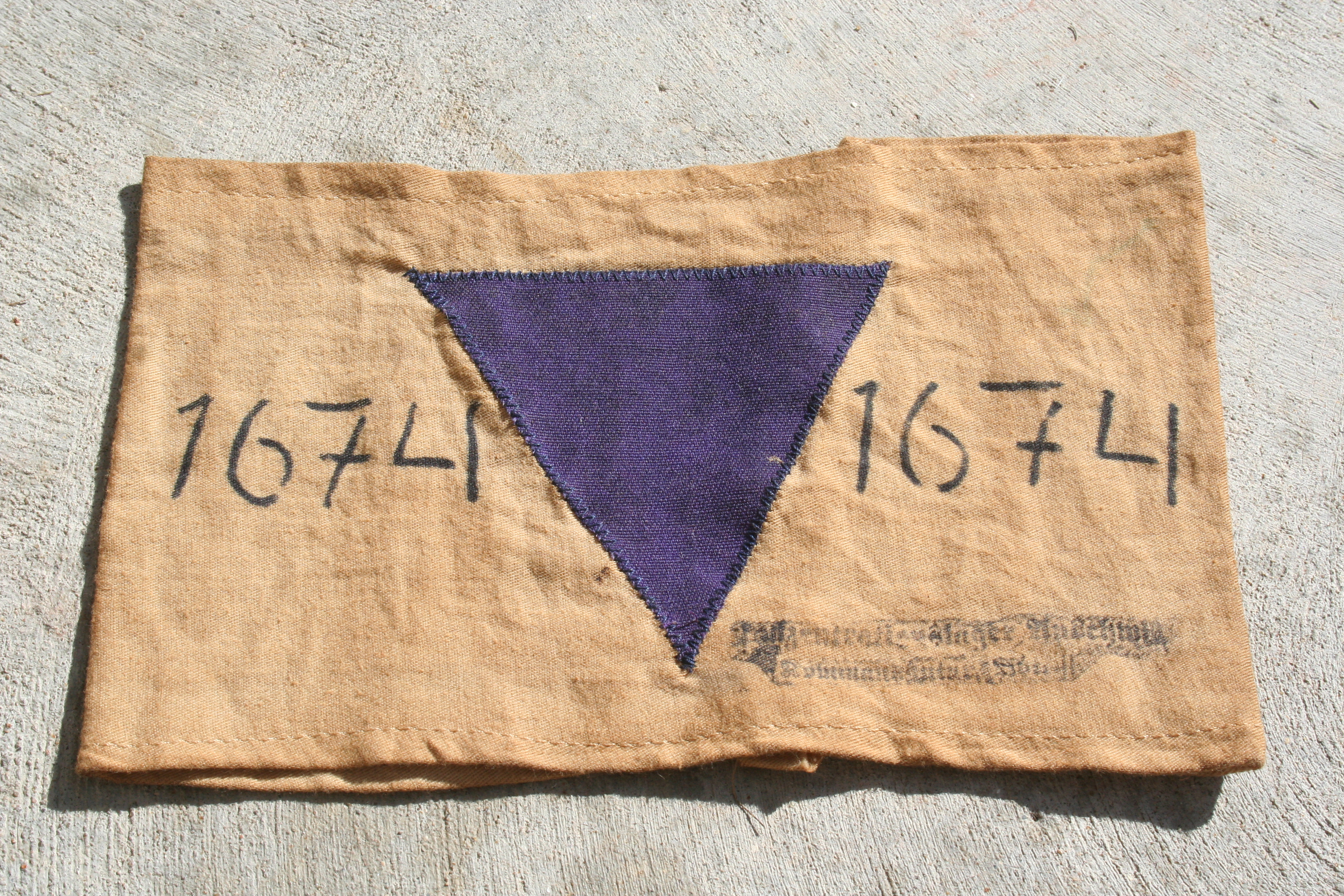

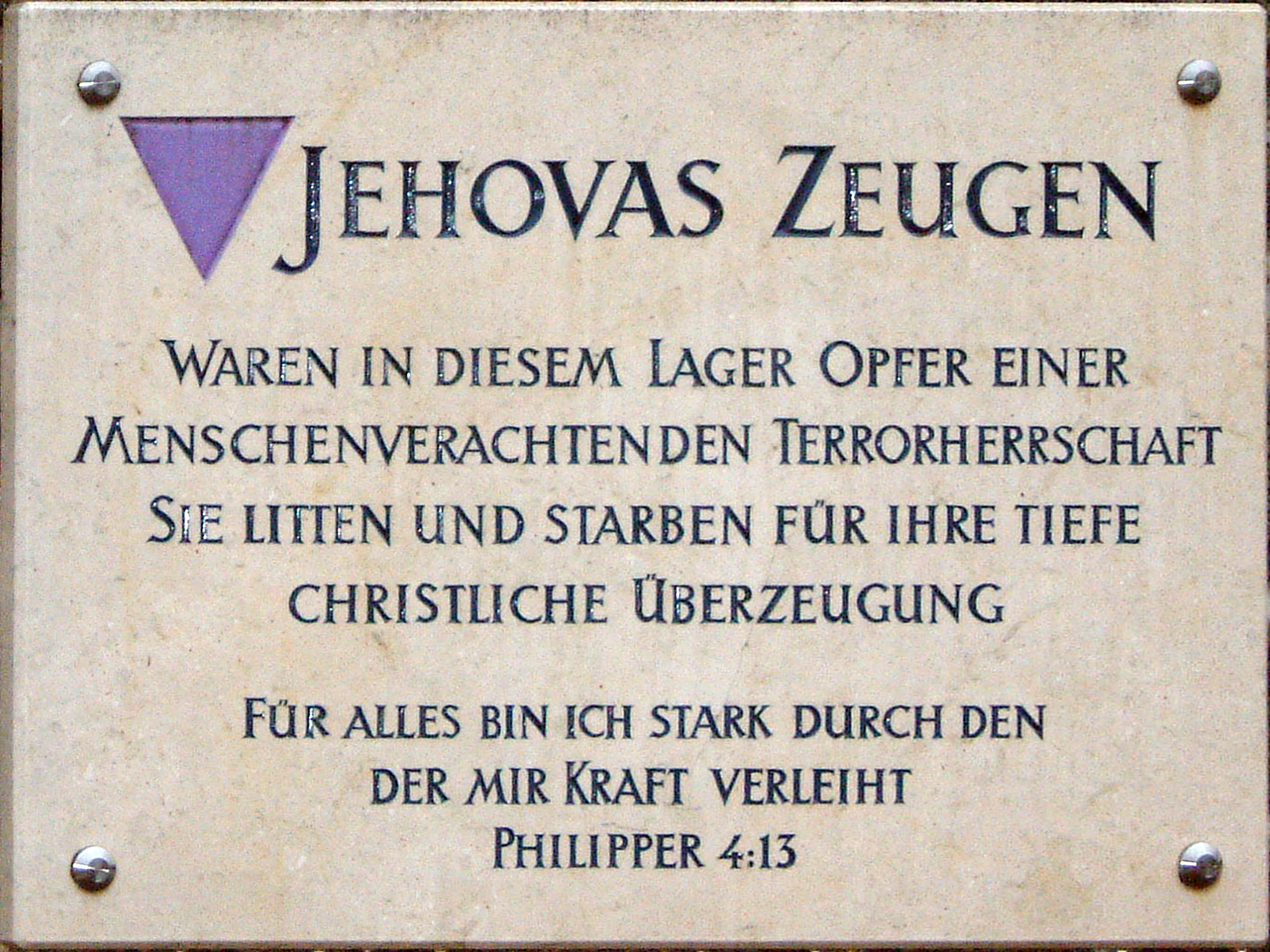

As Testemunhas de Jeová sofreram perseguição pelo regime nazista porque se recusaram a usar a saudação a Hitler, o que contrariava suas crenças. Como a recusa em usar a saudação a Hitler era considerada um crime, elas foram presas e seus filhos, que frequentavam a escola, foram expulsos, detidos e separados de suas famílias. Quando a Alemanha tornou o alistamento militar obrigatório, elas foram perseguidas por se recusarem a pegar em armas. Sendo politicamente neutras, também se recusaram a votar nas eleições. Com base nas Leis de Nuremberg, aqueles que também eram classificados como judeus étnicos usavam um distintivo composto por um triângulo roxo sobreposto a um triângulo amarelo.